# The Twins, the Trustee, and the Very Big Trip
The Twins, the Trustee, and the Very Big Trip is de tweede aflevering van het derde seizoen van het tienerdrama Beverly Hills, 90210, die voor het eerst werd uitgezonden op 22 juli 1992.

## Verhaal
Brenda ontdekt dat bij Dylan in één huis wonen niet zo geweldig is als ze dacht dat het zou zijn. Wanneer Brandon en Cindy dit ontdekken, maakt Jim hier gebruik van door er voor te zorgen dat hij geen geld meer krijgt. Hij gaat namelijk over Dylans geld, zoals hij Dylans moeder ooit beloofd had. Hij zorgt voor een gesprek met Dylan en ook hij geeft toe dat hij het benauwd krijgt met Brenda en zichzelf in een klein huis.
Kelly wordt helemaal dol op haar kleine zusje en wil eigenlijk niet met Donna mee naar Parijs, zoals ze eerder beloofd had. Ze wil namelijk niets missen van haar kleine zus, die nu snel groeit. Jim wil dat Kelly's kaartje doorgeschoven wordt naar Brenda en zorgt ervoor dat Dylan Brenda overhaalt om bij hen avond te eten. Dit doet ze, maar wanneer ze een vakantie naar Parijs aangeboden krijgt van haar ouders, ontdekt ze dat het een complot is. Desondanks laat ze zich overhalen om te gaan, als ze toch aan zichzelf toegeeft even weg te willen zijn van Dylan.
Brandon en Steve beginnen te flirten met de meiden van de club. Ze worden allebei verliefd op een tweeling en besluiten met zijn vieren uit te gaan. Wanneer Steve's date echter tegenvalt voor hem, wil hij ruilen met Brandon. De tweeling verzinnen echter een complot om Steve terug te pakken en ruilen van naam.
Ondertussen wordt Andrea de oppas van Cameron, een dove jongen. Ze krijgt een hechte band met hem, maar wordt door Brandon geconfronteerd hem niet achter te mogen later als ze vertelt binnenkort met Jay op vakantie te gaan.

## Rolverdeling
- Jason Priestley - Brandon Walsh
- Shannen Doherty - Brenda Walsh
- Jennie Garth - Kelly Taylor
- Ian Ziering - Steve Sanders
- Gabrielle Carteris - Andrea Zuckerman
- Luke Perry - Dylan McKay
- Brian Austin Green - David Silver
- Tori Spelling - Donna Martin
- Carol Potter - Cindy Walsh
- James Eckhouse - Jim Walsh
- Leanna Creel - Rory / Claire
- Monica Creel - Claire / Rory
- Peter Krause - Jay Thurman
- Ann Gillespie - Jackie Taylor